# Albion Online
Albion Online és un videojoc de rol jugat de forma massiva en línia i desenvolupat per Sandbox Interactive. Està disponible en Microsoft Windows MacOs, Linux, iOS i Android. Va ser llançat oficialment en el juliol del 2017 amb la col·laboració de més de 250,000 socis fundadors. Està ambientat en Albion, un món de ficció on tu adoptes el paper d’un personatge virtual que vas interactuant amb altres personatges i has d’anar explorant tot el món, on et trobaràs dracs, esperits i dimonis. El joc va ser de pagament fins al dia 10 l'abril de 2019, portant al videojoc al mercat global i convertint-ho en un joc totalment gratuït.

## Sinopsi
Albion online és un joc medieval multiplataforma on pots conquerir, colonitzar i defensar territoris, tot en un sistema de personalització de personatges sense classes dissenyat per a batalles dinàmiques de botí complet PvP on cada trobada és diferent. També inclou una economía dirigida pels jugadors, un sistema de combat sense classes. Explores un món obert ple de perill i oportunitats. Pots fer créixer la teva riquesa, forges aliances i deixes la teva empremta al món d’Albion.

## Joc
Com en altres jocs, els jugadors controlen un avatar dins d’un món en una vista de tercera persona explorant l'entorn, combatent contra diversos monstres i jugadors, completant missions i interactuant amb altres personatges. El fet de completar missions ajudarà als jugadors a poder pujar de nivell i d'aquesta manera, podran aconseguir equipament que els ajudarà més endavant a combatre a les diferents criatures que vagin apareixent en el seu camí.

### PvP
En un principi Albion va ser un joc molt centralitzat en el PvP mundial, cosa que va ser molt gratificant pels jugadors que són fans d’aquesta modalitat, però no va ser molt bona notícia per els fans de PVE.
A la demanda de balancejar els dos aspectes, els desenvolupadors van reaccionar ràpidament per solucionar-ho. Ara no cal en absolut, l’ùs del PvP, excepte si algú us obligua a fer-ho, per això es recomana unir-te a un gremi on t’ajudarà a fer-te més poderós i poder-te enfrontar adequadament als teus oponents.

### Economia
L'economia d'Albion està completament impulsada i controlada pels jugadors, en un principi començarem sense monedes i sense res, però a poc a poc aniràs aconseguint objectes que després podràs vendre en el mercat per aconseguir més diners. En temes de mercat tu pots adoptar dos rols diferents, un és l'autosuficiència, treballant com un aventurer o guerrer que poden vendre els seus objectes recollits en expedicions i aventures o també pot ser un productor, creant els teus propis productes.

#### Transportar productes i vendre
En el món d’Albion hi ha moltes maneres de transportar les mercaderies, com és la mula, que et pot ajudar a portar grans quantitats d’objectes. Sempre has d’anar amb compte, ja que si portes la mula molt completa el nivell de velocitat serà inferior, posante em perrill, perque els lladres podran intentar robar-te coses. Els objectes poden posar-se a la venta o fer subhastes atraves del mercaders, que portant els teus productes immediatament al mercat, aquest mercaders es troben en les ciutats.

#### Elaborar armadures i armes
Cada jugador en el començament del joc haurà de determinar el seu propi destí, com és ser un mag, cavaller o arquer. Una part molt important de Albion és elaborar les teves pròpies armadures, ja que el que crees és el que portes, però el més important és comprendre és que l'elaboració de materials és un procés molt llarg on necessites molt de temps i recursos. Però tot aquest esforç es recompensa a llarg termini, tant per ús d'autosuficiència o de vendes.

#### Agricultura
L'agricultura és un dels coponents de la economia bàsics d'Albion Online. Amb aquest sistema et permet cultivar els vostres propis cultius o, amb els quals podeu alimentar els animals, cuinar aliments o fins i tot preparar les vostres pocions. Els agricultors és una de les feines més importants, ja que són important dintre de l'economia perque produeixen tot el subministrament d'aliments que es necessiten per a la varietat d'activitats al món, ja que hi ha molta demanda. Pots des d'alimentar els animals nadons fins a crear les pocions per combatre i recol·lectar, tots els productes que pots proporcionar com a agricultor són essencials per a totes les tasques al món d'Albion fent que el seu valor sigui molt elevat. Els aliments que pots produir com a pagès també són necessaris per mantenir un territori gremial. Això vol dir que cada gremi que tingui un territori voldrà tenir un bon pagès per garantir el subministrament d'aliments.

#### Mercats
Els mercats és on els jugadors compren i venen objectes, que són un component molt important en l'economia. La major part del comerç és ocorre a través del "Marketplace", aquí els jugadors poden trobar milions de productes i poden comprar els articles que necessiten o estaven buscant. Cada ciutat té un propi mercat i les illes també tenen mercats privats. La gran majoria de gent que juga utilitza aquest sistema, ja que passes d'estar passant hores busca'n un producte o intentant vendre un teu pots fer-ho ràpidament a través dels mercaders, que ho introdueixen al mercat. Els mercats privats estant únicament disponibles pels gremis d'illes gremials i territoris gremials, aquests gremis s'usen com zona d'amenaçats o una forma de vendre articula a baix preu a companys del mateix gremi. Els mercats privats també crea'n l'oportunitat als gremis per crear economies internes. La part que fa que el "Marketplace" sigui eficient és que té l'apartat de classificació que permeten fer una classificació per trobar els productes que necessites, per exemple mobles, recursos, armadures, armes i molt més.

## Història d'Albion
Tot comença fa dos mil anys en on el món d'Albion era un lloc salvatge on els humans lluitaven per la seva supervivència. En aquella època vivien en tribus intentant guanyar-se la vida mentre eviten els monstres més depredadors. dos-cents anys després el món d'Albion està completament governat per Dracs i els humans van començar a descobrir màgia de la terra, convertint-se alguns en druides. Per acabar amb l'imperi dels dracs, els humans i els gegants van acordar un tractat per a dormir els dracs. Els millors gegants es van unir als primers druides per dur a terme una gran màgia que forçaria els dracs a dormir. La terra s'havia restaurat i els humans i els gegants van fer un tracte per vigilar els dracs, des d'aquell moment es van passar a anomenar-se a si mateixos els guardians d'Albion. Segles després un druida anomenat Merlín va començar a compartir i ha popularitzat el seu missatge, en el que deia que en algun i els dracs es despertarien i havien d'estar preparats per aquell dia, ja que Albion no podia tornar a caure al poder dels dragons mai més. Encara que els druides no aprovaven Merlín, tampoc s'hi oposaven, i per això va ser capaç de començar a unir les tribus sota un líder comú. El druida va acudir a la bruixa Morgana per demanar-li d'ajuda i ella va crear la poderosa Excàlibur, una arma tan potent que faria que aquell que fos capaç de portar-la fos el rei d'Albion. Junts, Merlín i Morgana van començar a buscar entre les tribus menors, qui seria el millor per rebre Excalibur, el caballer afortunat, va ser Uther, va ser nomenat rei. Els reis d'Albion van governar bé i sàviament durant molts anys. Segles més tard un gran drac vermell, Dauthir, va despertar de la seu llarg somni i va començar a rugir perquè els dracs que estaven al seu voltant s'unissin a ell. El rei Uther va guiar els cavallers a la batalla. Va tenir lloc una batalla dura batalla. La batalla va acabar i va fer sobre un als humans victoriós. Dauthir i els dracs menors a qui havia invocat havien estat assassinats. Albion estava fora de perill de nou, però a un preu: Uther s'havia sacrificat per poder clavar el cop final, i no havia deixat cap hereu reconegut.
Per desgràcia no es van posar d'acord sobre un candidat ideal i Merlín va robar Excàlibur, la va donar a Artur i el va nomenar governant d'Albion. Morgana i els seus seguidors, furiosos per la traïció, es van oposar al nomenament i els humans d'Albion van viure la seva primera i pitjor guerra civil. Merlín, que sentia que la batalla estava massa igualada, es va dirigir als guardians d'Albion i els va mostrar la devastació que la guerra portava a la terra. Ocultant el seu paper en aquesta guerra, els va convèncer que Morgana era l'amenaça més gran a què Albion s'havia enfrontat des dels dracs i els va convèncer perquè l'ajudessin en la seva causa. Les forces de Morgana es van veure obligades a retrocedir immediatament. Però Morgana, massa orgullosa per a acceptar la seva derrota, va fer servir màgia negra per obtenir ajuda. Va rebre la resposta dels dimonis, que li van oferir ajuda a canvi de poder accedir al seu món. Morgana va acceptar i va obrir una porta a l'infern. Amb els seus nous aliats demoníacs estava més que igualada amb Merlín. Després de diversos anys de guerra, Merlín es va adonar que cap bàndol podia guanyar fàcilment i que Albion seria molt probablement destruïda a causa dels dimonis que s'escampaven pel món. Merlín va convèncer els seus aprenents perquè portessin a terme un poderós ritual que sacrificaria els cavallers i restauraria la pau mentre Arturo portava els seus cavallers a la batalla final. Però no els va dir que això també els mataria a ells.
Quan la batalla va arribar al seu punt màxim, va començar el ritual i Merlín va prendre Excàlibur i la va destruir. L'explosió resultant va matar la majoria dels cavallers en tots dos bàndols i va enviar els dimonis de tornada a través del buit, i aquests es van emportar una Morgana que no parava de cridar. La pau havia regnat a Albion durant més d'un mil·lenni. Només es recordava els dimonis i la guerra a les històries de fogueres. Els pocs supervivents que adoraven Morgana s'amagaven a les ombres, esperant el seu moment.
En l'actualitat les colònies es van considerar prou segures per als ciutadans. El rei va permetre que els ciutadans demanessin una acta estatuària que els permetés anar a Albion a buscar fortuna.
La història d’Albion està plena d’herois llegendaris i de temibles criatures, ferotges batalles i pau guanyada durament, exploració intrèpida i sacrifici imprudent.
Està format per faccions antigues i noves, que han fet del món el que és avui: una terra nova, preparada per ser redescoberta i conquerida pels colons del Vell Món.

## Desenvolupament del joc
Durant el desenvolupament del joc hi ha hagut quantitats d’alfas o betas, en algunes només entraven desenvolupadors i en altres tenen jugadors que prova vent la modalitat per veure si està bé o si trobes algun error. Al final de cada beta o alfa, les contes dels jugadors eren totalment eliminades, això volia dir que els jugadors havien de començar des de zero cada beta. Va haver-hi i betes des de al 9 de desembre de 2013 fins al dia 1 agost de 2016, on va sortir la beta final. Abans que el joc s'obrís al públic, els jugadors podien comprar un dels tres paquets de fundadors, que determinen si tenien accés als jocs alfa o beta. Els jugadors que van comprar el paquet Legendary Founder a 99,95$ van tenir accés a l'alfa i beta del joc. Aquells que van comprar l'Epic Founder's Pack a 49,95 dòlars van tenir accés a alfa i beta tancada. Aquells que van comprar el Veteran Founder's Pack a 29,95$ només van tenir accés a la beta tancada. Aquests paquets es van oferir fins i tot abans que el joc entrés alfa i encara era un concepte de treball. Als jugadors se'ls van oferir aquests paquets per obtenir accés a l'alfa i la beta del joc però també incloïa. Després de tot això ja va surtir el joc oficial en el juliol del 2017.

## Faccions
En Albion està dividit en diferents faccions, que totes tenen rivalitats entre els. La guerra entre faccions ha estat durant molt de temps dins de Albion, en aquest sistema els jugadors es poden inscriure en qualsevol de les 7 faccions i anar a lluitar contra jugadors NPC o jugadors d'altres faccions. Més endavant amb tota l'experiència agafada et poden ascendir per aconseguir un càrrec millor i tindre més beneficis. Durant segles la facció que predomina són els guardians de Albion, però més tard van aparèixer els Heretges, seguidament de les forces expedicionàries reials i els colons. Aquest fet, juntament amb l'alliberament dels no morts i el retorn dels deixebles de Morgana va provocar un conflicte etern.

## Món
Albion és un món on recullen en diversos viatgers, que la gran majoria són humans. Però no només tot són humà, també hi ha dracs, esperits i dimonis. Albion es divideix en tres grans grups.

### Vell món
El Vell Món és vast, que té unes illes que formen part d’un sol continent, però alguna antiga catàstrofe va canviar tot això. El Vell Món sembla un cometa, que gaudeix d’un clima temperat però sec. Les sequeres són freqüents i l'escassetat d’aliments usolia ser la principal causa de conflicte entre els centenars de petits senyors de la guerra.

### Les Terres Endemoniades
Les Terres Endimoniades és un lloc de fusió permanent de roca i focs sempre ardents. El cel de sobre és un buit glaçat, infinit, i es poden veure formes als mars de lava; cares bombolles que esclaten en una sèrie de crits. No tots els dimonis són objecte de foc, si coneixeu els rituals correctes, o si podeu trobar els porters adequats, es pot arribar a altres regnes infernals fins i tot més estranys.

### La Terra dels Morts
Les Terres Endimoniades és un lloc de fusió permanent de roca i focs sempre ardents. El cel de sobre és un buit glaçat, infinit, i es poden veure formes als mars de lava; cares bombolles que esclaten en una sèrie de crits. No tots els dimonis són objecte de foc, si coneixeu els rituals correctes, o si podeu trobar els porters adequats, es pot arribar a altres regnes infernals fins i tot més estranys.